# Фирсов, Василий Гаврилович
Васи́лий Гаври́лович Фи́рсов (1 января 1909 — ?) — советский хозяйственный деятель и учёный, лауреат Сталинской премии (1951).

## Биография
Родился в городе Сызрань Самарской губернии.
Окончил Ленинградский индустриальный институт (1937).
В 1928—1929 годах работал в Вологде слесарем, помощником машиниста Северной железной дороги.
В 1929—1947 годах на Невском заводе в Ленинграде: хронометражист, паспортизатор оборудования, мастер, заведующий бюро подготовки производства, начальник инструментального цеха, помощник директора по быту, начальник производства, главный инженер.
В 1947—1957 годах на Кировском заводе: начальник турбинного цеха, старший инженер КБ , начальник производства.
В 1957—1966 годах начальник Управления тяжёлого машиностроения Ленинградского совнархоза (облисполкома).
С 1966 до 1973 года директор Невского завода. Затем — заведующий кафедрой экономики промышленности Северо-Западного политехнического института.
Организатор производства образцов новой техники для нужд народного хозяйства и обороны. Один из авторов технического усовершенствования технологического процесса в турбинном производстве по обработке разъёмов цилиндра и других деталей (1951).
Доктор технических наук, профессор. Сочинения:
- Повышение эффективности производства — всенародная задача [Текст] / Проф. В. Г. Фирсов, доц., канд. экон. наук Ю. А. Кулик, инж. А. И. Грисюк. — Ленинград : [б. и.], 1973. — 24 с.; 21 см. — (В помощь лектору/ Ленингр. организация о-ва «Знание» РСФСР. Ленингр. дом науч.-техн. пропаганды).
- Качество и надежность машин [Текст]. — Ленинград : Лениздат, 1965. — 118 с. : ил.; 20 см.
- Завод работает в новых условиях [Текст] : (Из опыта Невского машиностроит. з-да им. В. И. Ленина). — Ленинград : Лениздат, 1968. — 119 с. : ил.; 20 см.
- Завод в системе хозяйственных отношений [Текст] : [Невский машиностроит. з-д им. В. И. Ленина] / В. Г. Фирсов, В. М. Гальперин. — Москва : Экономика, 1968. — 70 с.; 20 см.
- Социально-психологические аспекты управления трудовыми коллективами [Текст] / Проф. В. Г. Фирсов, Н. В. Ревенко. — Ленинград : [ЛДНТП], 1975. — 18 с.; 21 см. — (В помощь лектору/ Ленингр. организация о-ва «Знание» РСФСР. Ленингр. дом науч.-техн. пропаганды).

Сталинская премия 1951 года — за коренное усовершенствование технологии серийного производства мощных турбин.